# Rhabdodemania mediterranea
Rhabdodemania mediterranea är en rundmaskart som beskrevs av Boucher 1971. Rhabdodemania mediterranea ingår i släktet Rhabdodemania och familjen Rhabdodemaniidae. Inga underarter finns listade i Catalogue of Life.